# KXEN
KXEN inc — розробник програмного забезпечення для бізнес-аналітики. Штаб квартира компанії розташована в Сан-Франциско, Каліфорнія (США)
Рішення компанії KXEN орієнтовані на організації, де акумулюються значні обсяги даних і є об'єктивна потреба в їх аналізі в стислі строки. Програмне забезпечення компанії використовуються зокрема в наступних областях:
- телекомунікаційній — для прогнозування збоїв в роботі обладнання  та в  задачах, пов’язаних з припиненням відтоку клієнтів;
- банківській — для автоматизації обробки кредитних історій, сегментації клієнтів, оптимізації завантаженості банкоматів купюрами;
- державному секторі — для моделюання та прогнозування можливих проблемних ситуацій в управлінні об'єктами, а також прогнозування надзвичайних ситуацій;
- роздрібній торгівлі (зокрема, для мережі супермаркетів) — аналітика продаж та планування поставок.

10 вересня 2013 року SAP AG оголосила про плани придбати KXEN.

## Продукти
- KXEN (Knowledge EXtraction Engines) Analytic Framework — набір програмних компонентів, призначених для ефективного рішення прикладних аналітичних бізнес-задач. В основі рішень KXEN лежить підхід Data Mining.
- «KXEN: Scoring» — використовується для побудови і використання скорінгових моделей в кредитних організаціях для визначення кредитоспроможності позичальників при видачі споживчих кредитів, експрес-кредитів, кредитних карток, автокредитуванні та інших видах роздрібних кредитів.